# هيلي وستنرا
هيلي دي وستنرا (بالإنجليزية: Hayley Dee Westenra)‏ (مواليد 10 أبريل 1987 في كريس تشيرش، نيوزلاندا) هي سوبرانو نيوزلاندية من أصول ايرلاندية، ألبومها العالمي الأول Pure حاز علي المركز الأول في المملكة المتحدة عن فئة الأغاني الكلاسيكية وبيع منه أكثر من مليوني نسخة عالميا.
«وستنرا» حازت علي العديد من الجوائز لاسهاماتها في الموسيقي في نيوزلانده وبريطانيا وأماكن أخرى.
يعد ألبوم " Pure " هو أسرع الألبومات من فئة الموسيقي الكلاسيكية مبيعا، كما أن ويستنرا أصبحت نجمة عالمية في عمر 16 فقط عندما تم إطلاق ألبومها الأول.
في أغسطس 2006 م. انضمت وستنرا الي الفريق الموسيقي الأيرلندي المرأة السيلتك "Celtic Woman" وطافت معهم في جولتهم في ربيع 2007 م.
«وستنرا» أدت ابداعها في حضور الوجهاء وكبار الشخصيات، واعتبرت أصغر سفيرة لليونسيف ولديها نشاطات خيرية حول العالم.

## من ألبوماتها
- Walking in the Air
- Hayley Westenra (ألبوم)
- My Gift to You
- Pure
- Treasure
- Odyssey
- Wuthering Heights
- Crystal
- Celtic Woman: A New Journey
- River of Dreams صدر في 2008.

## وصلات خارجية
- هيلي وستنرا على موقع IMDb (الإنجليزية)
- هيلي وستنرا على موقع ميوزك برينز (الإنجليزية)
- هيلي وستنرا على موقع أول ميوزيك (الإنجليزية)
- هيلي وستنرا على موقع ديسكوغز (الإنجليزية)
- هيلي وستنرا على موقع قاعدة بيانات الفيلم (الإنجليزية)
- موقع هيلي وستنرا
- موقع سيلتيك وومن Celtic Woman.com